# سهره کوهسار
سهره کوهسار (نام علمی: Orthiospiza howarthi) عضوی منقرض‌شده از تیرهٔ سهرگان (Fringillidae) و یک پرنده عسل‌خوار هاوایی است که تنها از روی چند استخوان یافت‌شده در غارها شناخته شده است. این پرنده تنها عضو سردهٔ Orthiospiza است. این پرنده بومی مناطق مرتفع (بالای ۱۰۰۰ متر) کوه هالئاکالا در جزیرهٔ مائوییدر هاوایی بود. گمان می‌رود که آنها به دلیل از دست دادن زیستگاه به سمت انقراض رانده شده‌اند. این پرنده تنها از روی بقایای فسیلی شناخته شده است و احتمالاً پیش از ورود نخستین اروپایی‌ها در سال ۱۷۷۸ منقرض شده است.